# Щука-Ёль
Щука-Ёль — река в России, протекает по территории Троицко-Печорского района Республики Коми. Устье реки находится в 256 км по левому берегу реки Илыч. Длина реки — 18 км
Река берёт начало на Северном Урале, в горах к северо-западу от вершины Листовка-Ёль (1096 м НУМ). Генеральное направление течения — юго-запад, течение носит горный характер. Всё течение проходит в ненаселённой холмистой тайге на территории Печоро-Илычского заповедника. Ширина реки на всём протяжении не превышает 10 метров, около устья составляет 8 м.

## Данные водного реестра
По данным государственного водного реестра России относится к Двинско-Печорскому бассейновому округу, водохозяйственный участок реки — Печора от истока до водомерного поста у посёлка Шердино, речной подбассейн реки — Бассейны притоков Печоры до впадения Усы. Речной бассейн реки — Печора.